# Église de la Sainte-Trinité de La Maddalena
 (signalé en juin 2025).
Si vous disposez d'ouvrages ou d'articles de référence ou si vous connaissez des sites web de qualité traitant du thème abordé ici, merci de compléter l'article en donnant les références utiles à sa vérifiabilité et en les liant à la section « Notes et références ».
- Archive Wikiwix
- Bing
- Cairn
- DuckDuckGo
- E. Universalis
- Gallica
- Google
- G. Books
- G. News
- G. Scholar
- Persée
- Qwant
- (zh) Baidu
- (ru) Yandex
- (wd) trouver des œuvres sur Wikidata

 (janvier 2024).
Pour les articles homonymes, voir Église de la Sainte-Trinité.
L'église de la Sainte-Trinité est un édifice religieux catholique situé à La Maddalena (Sardaigne), en Italie.